# Villa modesta
Villa modesta – gatunek muchówki z rodziny bujankowatych i podrodziny Exoprosopinae.

## Taksonomia
Gatunek ten opisany został po raz pierwszy w 1820 roku przez Johanna Wilhelma Meigena pod nazwą  Anthrax modesta.

## Morfologia
Muchówka o zmiennym wyglądzie. Kulistawa głowa ma na potylicy łuski barwy jasnożółtej. Czułki samicy mają na trzonkach wyłącznie czarno ubarwione szczecinki. Tegule są ubarwione srebrzyście biało. Skrzydła są przezroczyste o różnie rozległym przyciemnieniu części przedniej i nasadowej oraz o szerokim płacie analnym. Odnóża tylnej pary mają golenie z łuskami mniej więcej tak długimi jak czarne szczecinki. Odwłok u samicy ma na tergitach od trzeciego do czwartego przepaski z jasnych łusek, u samca jest tych przepasek pozbawiony. U samicy przepaska na tergicie drugim jest szersza niż na tergicie czwartym, a na tergicie trzecim wąska, czasem słabo widoczna. Tylne krawędzie tergitów piątego i szóstego są u samicy wyposażone w nieliczne jasne łuski. W owłosieniu sternitu trzeciego dominują ciemne włoski łuskowate.

## Ekologia i występowanie
Owad ten zasiedla piaszczyste wydmy. Larwy są parazytoidami gąsienic motyli z rodziny sówkowatych. Owady dorosłe żerują na nektarze i chętnie odpoczywają na nasłonecznionych powierzchniach.
Gatunek palearktyczny. W Europie znany jest z Portugalii, Hiszpanii, Irlandii, Wielkiej Brytanii, Francji, Belgii, Holandii, Niemiec, Szwajcarii, Austrii, Włoch, Malty, Danii, Szwecji, Norwegii, Finlandii, Polski, Czech, Węgier, Serbii, Albanii i Grecji. Dalej na wschód znany jest z Azji Zachodniej – Gruzji, Armenii i Azerbejdżanu.